# الظبيراء (فرع العدين)

تعديل مصدري - تعديل

الظبيراء محلة تابعة لقرية وادي بوكر، التابعة لعزلة بني احمد والثلث بمديرية فرع العدين إحدى مديريات محافظة إب في الجمهورية اليمنية، بلغ تعداد سكانها 171 حسب تعداد اليمن لعام 2004.